# يوهان ياكوب فتستاين
يوهان ياكوب فتستاين باللاتينية Johann Jakob Wettstein
(1693 - 1754) ثيولوجي سويسري عرف كناقد للعهد الجديد.

## شبابه ودراسته
ولد في بازل في 1693 وكان ساميل فرنفلز أحد الرواد في التفسير العلمي الحديث من معلميه في الثيولوجيا. واهتم بنص العهد الجديد اليوناني منذ أن كان طالبا. سمح له أحد أقربائه الذي كان يعمل في مكتبة جامعية بفحص مخطوطات مهمة للعهد الجديد فطبع القراءات المتنوعة في طبعة يونانية. اهتم أيضا بالأرامية وعبرية التلمود. سافر بقصد التعلم في 1714 إلى باريس وإنكلترا باحثا عن مخطوطات العهد الجديد. تعرف على ريتشارد بنتلي في جامعة كامبردج الذي أقنعه بالعودة إلى باريس لفحص مخطوطة أفرامي والتحضير لطبعة نقدية جديدة.